# El prodigiós Maurice
El prodigiós Maurice (originalment en anglès, The Amazing Maurice) és una pel·lícula de comèdia fantàstica animada per ordinador del 2022 dirigida per Toby Genkel i codirigida per Florian Westermann, i estrenada per Sky Cinema. Es basa en el llibre de 2001 The Amazing Maurice and His Educated Roents de Terry Pratchett. La pel·lícula és protagonitzada per Hugh Laurie, Emilia Clarke, David Thewlis, Himesh Patel, Gemma Arterton, Hugh Bonneville i David Tennant. S'ha doblat i subtitulat al català.
El juny de 2019 es va anunciar una adaptació d'animació que comptaria amb Rossio de guionista. La producció va començar amb la contractació de la majoria dels membres principals del repartiment el novembre de 2020, amb un repartiment addicional que es va afegir el maig de 2021.
El llargmetratge es va estrenar al Festival d'Animació de Manchester el 13 de novembre de 2022 i es va estrenar al Regne Unit el 16 de desembre de 2022. La pel·lícula va rebre crítiques generalment positives.

## Repartiment
| Personatge          | Veu en anglès      |
| ------------------- | ------------------ |
| Maurice             | Hugh Laurie        |
| Malicia             | Emilia Clarke      |
| Cap                 | David Thewlis      |
| Keith               | Himesh Patel       |
| Préssecs            | Gemma Arterton     |
| Alcalde             | Hugh Bonneville    |
| Mongetes perilloses | David Tennant      |
| Flautista d'Hamelín | Rob Brydon         |
| Nutritiva           | Julie Atherton     |
| Sardines            | Joe Sugg           |
| La mort (humana)    | Peter Serafinowicz |